# IC 4967
IC 4967 ist eine Elliptische Galaxie vom Hubble-Typ E1 im Sternbild Pfau am Südsternhimmel. Sie ist schätzungsweise 179 Millionen Lichtjahre von der Milchstraße entfernt und hat einen Durchmesser von etwa 35.000 Lichtjahren. Sie gilt als Mitglied der zehn Galaxien zählenden NGC 6876-Gruppe (LGG 432). 

Im selben Himmelsareal befinden sich u. a. die Galaxien NGC 6872, IC 4960, IC 4970, IC 4971.
Das Objekt wurde am 21. September 1900 von DeLisle Stewart entdeckt.